# 索尼Xperia E
Sony Xperia E是索尼移動於2012年12月發表，將於2013年第一季推出的智能手機，設有單卡及雙卡版，為入門機種。

## 硬件
Sony Xperia E具備3.5吋TFT螢幕，解像度為320 x 480。採用Qualcomm MSM7227A 1 GHz處理器，320萬像素後置鏡頭，內置512 MB RAM、4GB快閃記憶體儲存。

## 作業系統
Xperia E單卡版內置Android 4.1 Jelly Bean，雙卡版內置Android 4.0 Ice Cream Sandwich(將會升級至Android 4.1)。

## 顏色
顏色包括：
| 顏色 | 名稱   | 英語  | 備註 |
| ---- | ------ | ----- | ---- |
|      | 黑色   | Black |      |
|      | 白色   | White | 單卡 |
|      | 粉紅色 | Pink  | 單卡 |
|      | 金色   | Gold  | 雙卡 |

## 外部連結
- Xperia™ E - 索尼官方網站 （页面存档备份，存于） 英文